# Gmina Moskorzew
Die Gmina Moskorzew ist eine Landgemeinde im Powiat Włoszczowski der Woiwodschaft Heiligkreuz in Polen. Ihr Sitz ist das gleichnamige Dorf mit etwa 650 Einwohnern.

## Gliederung
Zur Landgemeinde (gmina wiejska) Moskorzew gehören folgende 13 Dörfer mit einem Schulzenamt:
Chebdzie
Chlewice
Chlewska Wola
Dalekie
Damiany
Dąbrówka
Jadwigów
Lubachowy
Mękarzów
Moskorzew
Perzyny
Przybyszów
Tarnawa-Góra
Eine weitere Ortschaft der Gemeinde ist Zagórze.